# Władysław Szczepański (polityk)
Władysław Szczepański (ur. 30 czerwca 1926 w Żarnowie, zm. 15 września 1992) – polski inżynier elektryk oraz działacz oświatowy i partyjny, poseł na Sejm PRL V i VI kadencji.

## Życiorys
Syn Pawła i Heleny. Podczas II wojny światowej pracował na kolei. W 1946 został absolwentem liceum ogólnokształcącego, a w 1951 studiów na Wydziale Elektrycznym Politechniki Śląskiej w Gliwicach (uzyskał tytuł inżyniera nauk technicznych). Został starszym projektantem w Biurze Projektowania Urządzeń Przemysłu Hutniczego w Gliwicach, a potem kierownikiem Ekspozytury Biura przy Hucie im. Bolesława Bieruta w Częstochowie i generalnym projektantem Huty Kościuszki w Chorzowie. W 1955 wstąpił do Polskiej Zjednoczonej Partii Robotniczej i Związku Nauczycielstwa Polskiego oraz objął funkcję zastępcy dyrektora Zasadniczej Szkoły Zawodowej w Ełku, którym był do 1957. W latach 1957–1973 był dyrektorem Szkół Zawodowych w Siedlcach. Od 1955 do 1975 był wiceprezesem zarządu powiatowego ZNP w Ełku, a w latach 1961–1963 ponadto w Siedlcach. W PZPR pełnił w tym czasie funkcje członka Warszawskiego Komitetu Wojewódzkiego (od 1961 do 1963 i w 1971, ponadto w latach 1969–1971 był zastępcą członka, a od 1970 do 1972 wiceprzewodniczącego Komisji Ideologicznej) oraz członka Komitetu Miasta i Powiatu w Siedlcach (1965, następnie także tam był wiceprzewodniczącym Komisji Ideologicznej). W 1969 i 1972 uzyskiwał mandat posła na Sejm PRL w okręgu Siedlce (pełniąc go do 1976). W trakcie V kadencji zasiadał w Komisji Oświaty i Nauki, a w trakcie VI w Komisji Oświaty i Wychowania. Od 1 stycznia 1974 do 24 sierpnia 1975 pełnił urząd naczelnika miasta Siedlce. W czerwcu 1975 został kuratorem oświaty i wychowania w Siedlcach (był nim do grudnia 1976) oraz zasiadł w egzekutywie KW PZPR w Siedlcach (był jej członkiem do lutego 1977). W grudniu 1976 został kierownikiem Delegatury Generalnej Dyrekcji Budownictwa Hydrotechnicznego i Rurociągów Energetycznych ENERGOPOL w Moskwie.
Został pochowany na cmentarzu prawosławnym na Woli w Warszawie.

## Odznaczenia
- Złoty Krzyż Zasługi (1967)
- Srebrny Krzyż Zasługi (1953)[3]
- Odznaka 1000-lecia Państwa Polskiego
- Złota Odznaka „Za zasługi dla województwa warszawskiego”
- Złota Odznaka ZNP